# 単連結空間

上図の穴あき平面は連結であるが、穴のまわりを1周するループを考えればわかるように単連結ではない。穴を全てふさげば単連結となる。

位相幾何学における単連結空間（たんれんけつくうかん、英: simply connected space）とは、任意のループを連続的に1点に収縮できるような弧状連結空間のことである。

## 定義
ある弧状連結空間の基本群が、単位元のみを要素として持つ自明な群であるとき、その空間を単連結であるという。基本群の場合は基点に留まり続ける定値道を代表元とするループのホモトピー型が単位元になる。つまり、その空間上において（あたえられた基点に対する）任意のループが常にホモトピックな連続変形によって1点（基点）に収縮できれば単連結ということになる。弧状連結という仮定から、任意のループが1点に収縮できるかどうかは基点の取り方に依存しないで定まる。

## 例

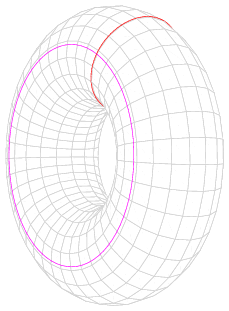
赤色の線がメリディアン、桃色の線がロンジチュード

線分・円板・球体やn次元ユークリッド空間、2次元以上の球面などは単連結である。他方、トーラスやアニュラス、メビウスの帯、円周、結び目の補空間などは単連結ではない。
例えばトーラスの場合、1点に収縮できるようなループも存在するが、右図のようにメリディアンやロンジチュードといった閉曲線上を1周するループをとるとこれは1点に収縮できなくなる。実際、トーラスの基本群は
{\displaystyle \pi _{1}(T)=\langle \,a,b\mid aba^{-1}b^{-1}=1\,\rangle \cong \pi _{1}(S^{1})\times \pi _{1}(S^{1})}
であり、自明な群ではない。

## 性質
- 単連結な開集合 A , B が全空間 X を被覆し、共通部分 A ∩ B が空でなく弧状連結であるとき、Xも単連結である。
- 単連結空間の直積もやはり単連結である。
- 可縮な空間は単連結である。